# Primera B 1944
Het seizoen 1944 van de Primera B was het derde seizoen van deze Uruguayaanse voetbalcompetitie op het tweede niveau.

## Teams
Er namen acht ploegen deel aan de Primera B in dit seizoen. Rampla Juniors FC was vorig seizoen vanuit de Primera División gedegradeerd, zes ploegen handhaafden zich op dit niveau en Danubio FC promoveerde vanuit de Divisional Intermedia.
Zij kwamen in plaats van het gepromoveerde CA River Plate. Wilson FC degradeerde vorig seizoen naar het derde niveau.
| Club              | Stad       | Stadion                | Vorig seizoen |
| ----------------- | ---------- | ---------------------- | ------------- |
| CA Bella Vista    | Montevideo | Parque José Nasazzi    | 4e            |
| CA Cerro          | Montevideo | Parque Demetrio Arana  | 2e            |
| Colón FC          | Montevideo | Onbekend               | 6e            |
| Danubio FC        | Montevideo | Parque Forno           | 1e (Int.)     |
| CA Fénix          | Montevideo | Estadio Parque Capurro | 7e            |
| CA Progreso       | Montevideo | Parque Miguel Campomar | 3e            |
| Rampla Juniors FC | Montevideo | Parque Nelson          | 10e (1ª)      |
| San Carlos FC     | Montevideo | Onbekend               | 5e            |

## Competitie-opzet
Alle ploegen speelden tweemaal tegen elkaar. De kampioen promoveerde naar de Primera División. De hekkensluiter degradeerde naar de Divisional Intermedia.
De beste seizoensstart was voor degradant Rampla Juniors FC. Zij begonnen de competitie met drie zeges zonder tegendoelpunt (waaronder 9–0 tegen San Carlos FC). Ook CA Progreso, vorig seizoen derde, begon ongeslagen aan de competitie, maar leed tijdens de vierde speelronde hun eerste nederlaag tegen Rampla Juniors. Na zes wedstrijden was er een gaatje tussen de top-vier (bestaande uit Rampla Juniors, CA Bella Vista, Progreso en promovendus Danubio FC en de onderste vier ploegen. Colón FC had net als vorig jaar de eerste zes wedstrijden verloren.
In de laatste speelronde van de eerste seizoenshelft won Progreso van Bella Vista. Hierdoor achterhaalden ze de Papales. Beide ploegen deelden nu de tweede plek, maar met vier punten minder dan koploper Rampla Juniors, dat alles had gewonnen. Onderaan wachtte Colón nog altijd op hun eerste punten. Die kwamen er ook niet tegen koploper Rampla Juniors: de Picapiedras versloegen de hekkensluiter met 8–0, alweer de vierde wedstrijd waarin ze minstens acht goals maakten. Omdat CA Cerro won van Progreso werd Bella Vista weer de naaste belager van de koploper.
Op de negende speeldag troffen de twee bovenste ploegen elkaar, maar ook deze wedstrijd werd door Rampla Juniors gewonnen (3–1). Ze hadden nu zes punten voorsprong met nog vijf duels te spelen. Na een overwinning op San Carlos en een nipte zege op Progreso (5–4) was Rampla Juniors met drie duels te spelen al zeker van de titel, mede door het verlies van Bella Vista tegen Danubio. Wel had Colón de eerste punten binnen; ze versloegen San Carlos (de nummer zeven in de stand), waardoor de degradatiestrijd nog niet gestreden was.
Inmiddels had Cerro zich ook in de subtop genesteld; na de zege op Progreso versloegen ze ook Bella Vista en op de een-na-laatste speelronde namen ze het op tegen kampioen Rampla Juniors. Dit eindigde in 1–1 en bleek de enige competitiewedstrijd die Rampla Juniors dit seizoen niet zou winnen. De laatste speeldag zou ten slotte beslissen over degradatie; Colón moest punten pakken tegen Cerro, maar slaagde hier niet in. Daardoor degradeerden ze uit de Primera B en was San Carlos zeker van handhaving. Cerro verzekerde zich met die overwinning van de tweede plaats. 

### Eindstand
|    | Club              | Sp. | W  | G | V  | Pnt. | DV | DT | DS  |
| -- | ----------------- | --- | -- | - | -- | ---- | -- | -- | --- |
| 1. | Rampla Juniors FC | 14  | 13 | 1 | 0  | 27   | 66 | 12 | +54 |
| 2. | CA Cerro          | 14  | 7  | 4 | 3  | 18   | 34 | 22 | +12 |
| 3. | CA Bella Vista    | 14  | 9  | 0 | 5  | 18   | 26 | 17 | +19 |
| 4. | CA Progreso       | 14  | 7  | 3 | 4  | 17   | 30 | 20 | +10 |
| 5. | Danubio FC        | 14  | 6  | 2 | 6  | 14   | 24 | 33 | –9  |
| 6. | CA Fénix          | 14  | 4  | 4 | 6  | 12   | 21 | 38 | –17 |
| 7. | San Carlos FC     | 14  | 1  | 2 | 11 | 4    | 14 | 43 | –29 |
| 8. | Colón FC          | 14  | 1  | 0 | 13 | 2    | 11 | 41 | –30 |

### Legenda
| Kleur | Kwalificatie voor                          |
| ----- | ------------------------------------------ |
|       | Promotie naar Primera División 1945        |
|       | Degradatie naar Divisional Intermedia 1945 |

| Winnaar Primera B 1944     |
| -------------------------- |
| Rampla Juniors FC 1e titel |

## Topscorers
De topscorerstitel ging naar Juan P. Funes van Danubio FC, die 14 maal doel trof voor de promovendus.
| №  | Speler        | Club       | Goals |
| -- | ------------- | ---------- | ----- |
| 1. | Juan P. Funes | Danubio FC | 14    |